# Pseudomalletia aoteana
Pseudomalletia aoteana är en musselart som först beskrevs av B.A. Marshall 1978.  Pseudomalletia aoteana ingår i släktet Pseudomalletia och familjen Malletiidae. Inga underarter finns listade i Catalogue of Life.